# Nowosiółki (gmina Gródek)
Nowosiółki (białorus. Навасёлкі)– wieś w Polsce położona w województwie podlaskim, w powiecie białostockim, w gminie Gródek.

## Historia
Wieś magnacka hrabstwa zabłudowskiego położona była w końcu XVIII wieku  w powiecie grodzieńskim województwa trockiego Wielkiego Księstwa Litewskiego.
Według Pierwszego Powszechnego Spisu Ludności z 1921 roku wieś liczyła 39 budynków mieszkalnych i 171 mieszkańców (91 kobiet i 80 mężczyzn). Niemal wszyscy mieszkańcy miejscowości zadeklarowali wówczas wyznanie prawosławne (163 osoby), pozostali zgłosili kolejno: wyznanie mojżeszowe (7 osób) i wyznanie rzymskokatolickie (1 osoba). Podział religijny mieszkańców wsi całkowicie odzwierciedlał ich strukturą narodowo-etniczną, gdyż niemal wszyscy jej mieszkańcy podali narodowość białoruską (170 osób), pozostała 1 osoba zgłosiła narodowość polską.
W latach 1975–1998 miejscowość należała administracyjnie do województwa białostockiego.

## Opis

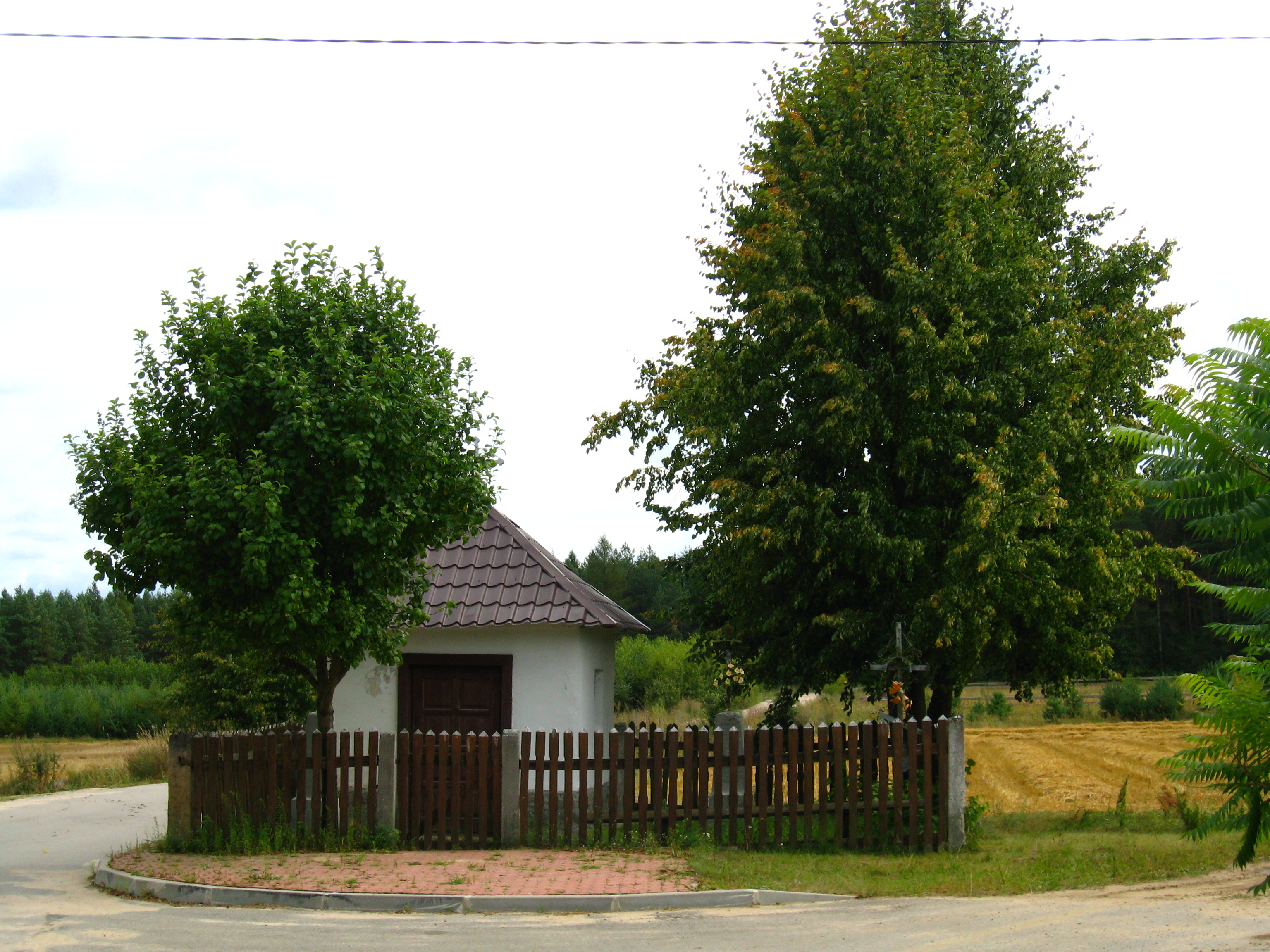
Kapliczka prawosławna

Prawosławni mieszkańcy wsi należą do parafii  Parafia św. Anny w Królowym Moście. We wsi znajduje się murowana kapliczka prawosławna, należąca do tejże parafii.